# Jacques Chailley
Jacques Chailley (Parigi, 24 marzo 1910 – Montpellier, 21 gennaio 1999) è stato un compositore e musicologo francese.

## Biografia
Figlio della pianista Céline Chailley-Richez (1884–1973 e del violinista Marcel Chailley (1881-1936) nell'adolescenza studiò presso l'Abbazia di Fontgombault (Indre) dove imparò a suonare l'organo e la direzione di coro. All'età di 14 anni compose un Domine non sum dignus a quattro voci.
Al Conservatorio di Parigi si avvalse delle qualità dei suoi insegnanti. Studiò armonia con Nadia Boulanger, composizione con Claude Delvincourt, storia della musica con Maurice Emmanuel e André Pirro, organo con Yvonne Rokseth. Inoltre, Henri Büsser e Charles Gounod furono suoi insegnanti di composizione. Seguì poi dei corsi di direzione d'orchestra con Willem Mengelberg e Pierre Monteux.
Spinto dalla passione, fondò nel 1934 il coro Psalette Notre-Dame nell'ottica di far rivivere la musica medievale, alla quale consacrò gran parte della sua attività musicologica. Alla Sorbona, nel corso dei suoi studi di letteratura francese del medioevo, diede due tesi: L'École musicale de Saint-Martial de Limoges jusqu'à la fin du XI siecle e Chansons de Gautier du Coinci. Da giovane musicologo cominciò a pubblicare molte opere dedicate alla musica medievale, soprattutto alla luce della teoria dell'armonia, così come della decifrazione della notazione. Allo stesso modo fu una buona guida per giovani pianisti.
Come docente, insegnò contemporaneamente coro al Conservatorio di Parigi e musicologia presso l'Istituto di musicologia. Tra il 1951 e il 1969, insegnò anche al Lycée Jean-de-La-Fontaine di Parigi insegnando a molti studenti universitari che frequentavano i corsi presso il Conservatorio. Insegnò presso le classi preparatorie del CAEM (Certificat d'aptitude à l'Enseignement Musical), scuola preparatoria ai concorsi per professori di musica. Dal 1946 al 1961, diresse la corale L'Alauda.
Nel 1952 Jacques Chailley fondò la prima cattedra di storia della musica alla Sorbona e nel 1970 creò la licenza di educazione musicale e e di canto corale (ciò che gli studenti stessi, ma impropriamente, chiamavano comunemente "musicologia"), all'università Paris-IV-Sorbonne. Fu ispettore generale per la musica al Ministère de l'Éducation nationale e nel 1982, direttore della Schola Cantorum de Paris.
Nel 1969 fu nominato quale secondo presidente del Consociatio internationalis musicæ sacræ, creato nel 1963 da papa Paolo VI, occupando tale funzione fino al 1974.
La sua erudizione e il suo eclettismo, ma anche il suo carattere e le opinioni forti, fecero di lui uno dei personaggi principali della vita musicale francese del dopoguerra. Rimase sempre fedele alla tradizione del canto gregoriano, e quindi fermamente contrario alle « avanguardie » atonali e seriali (molto in voga negli anni del dopoguerra), compose 129 opere.

## Pubblicazioni
Jacques Chailley ha pubblicato molti libri autorevoli, dalla musica greca a quella del Medioevo, sulle Passioni, sulle corali per organo e su l'arte della fuga di Johann Sebastian Bach; sugli aspetti massonici de Il flauto magico di Mozart, sul Carnaval di Schumann, sul Winterreise di Schubert e Tristano e Isotta di Wagner.
Egli è stato anche autore di diversi libri sulla armonia e la sua storia, sulla questione delle modalità, di una storia della musica in diversi volumi e di opere popolari. Ha scritto anche monografie su musicisti del Medioevo: Adam de la Halle, Gautier de Coincy e Guillaume de Machaut, di cui scrisse la prima trascrizione pubblicata della Messe de Notre-Dame.

## Opere musicologiche
L'opera musicologica di Jacques Chailley è costituita da 53 libri e 429 articoli. Fra le opere principali:
- Petite histoire de la chanson populaire française. Paris: Presses Universitaires de France, 1942. 16°, 64 p.
- Théorie de la Musique, avec Henri Challan, préf. de Claude Delvincourt. Paris: Alphonse Leduc, 1947. 4°, 95 p.
- Histoire musicale du Moyen Âge. Paris: Presses Universitaires de France, 1950. II édition: 1969, 336 p.
- Traité historique d'analyse harmonique. Paris: Alphonse Leduc, 1951, rééd. 1977.
- L'Imbroglio des modes. Paris: Alphonse Leduc, [1960]. 4°, 92 p. Réédité en 1977.
- 40000 ans de musique. Paris: Plon, [1961], 326 p. Réédition à Paris: L'Harmattan, 2000, 328 p.
- Les Passions de J.S. Bach. Paris: Presses universitaires de France, 1963. 4°, 455 p. II éd. : 1984.
- Cours d'histoire de la musique, préparation aux professorats d'enseignement musical et aux instituts de musicologie... Paris: Alphonse Leduc, 1967. 8°. Nombreuses rééditions.
- Éléments de philologie musicale. Paris: Alphonse Leduc, 1985. ISBN 2-85689-027-X
- Les notations musicales nouvelles. Paris: Alphonse Leduc, 1950.
- La musique médiévale. Paris: Éditions du Coudrier, 1951
- La musique grecque antique. Paris: Éditions Les Belles Lettres, 1979.